# Molini di Triora
Molini di Triora là một đô thị ở tỉnh Imperia trong vùng Liguria, tọa lạc khoảng 100 km về phía tây nam của Genoa và khoảng 25 km về phía tây bắc của Imperia. Tại thời điểm ngày 31 tháng 12 năm 2004, đô thị này có dân số 741 người và diện tích là 57,9 km².
Molini di Triora giáp các đô thị sau: Badalucco, Bajardo, Carpasio, Castelvittorio, Montalto Ligure, Montegrosso Pian Latte, Rezzo, và Triora.